# Clément Lhotellerie
Clément Lhotellerie (Charleville-Mézières, 9 maart 1986) is een Frans voormalig wielrenner.
Als veldrijder won hij bij de jeugd driemaal het Frans kampioenschap. Bij de junioren in 2003 en 2004, en bij de beloften in 2006. Hierna ging hij zich meer op het wegrennen toespitsen.
Op 2 juli 2009 werd bekend dat Vacansoleil hem ontslagen heeft nadat hij na Luik-Bastenaken-Luik betrapt was op de verboden stof methylhexanamine.

## Palmares
2007
- Jongerenklassement Ronde van de Limousin

2008
- Bergklassement Parijs-Nice
- 1e etappe deel B Brixia Tour (ploegentijdrit)

2012
- Ardense Pijl

2015
- Frans kampioen veldrijden, Elite

## Resultaten in voornaamste wedstrijden
| Jaar | Luik-Bast.‑Luik |
| ---- | --------------- |
| 2009 | 57e             |

Wielerploegen van Clément Lhotellerie
Bellotti ·
Bodrogi ·
Bonnet ·
Botsjarov ·
Caucchioli ·
Charteau ·
Dean ·
Edaleine ·
Engoulvent ·
Fofonov ·
Halgand ·
Hinault ·
Hivert ·
Hushovd ·
Kaggestad ·
Kirsipuu ·
Le Mével ·
Lemoine ·
Marino ·
Patour ·
Pauriol ·
Poilvet ·
Portal ·
Raisin ·
Renshaw ·
Talabardon ·
Vogondy ·
Fortin (stagiair) ·
Lhotellerie (stagiair) ·
Rolland (stagiair) 
Abe ·
Bacquet ·
den Bakker ·
Deroo ·
Doi ·
Fang ·
Goesinnen ·
Hirose ·
van Hummel ·
Ji · 
Jin ·
Kano ·
Lhotellerie ·
Martens ·
Meschenmoser ·
Müller · 
Nodera ·
Ouchi ·
Rooijakkers ·
Shinagawa ·
Timmer ·
Tjallingii ·
Tsuji ·
Vierhouten · 
Yamamoto · 
Hupond (stagiair) 
Abe ·
Bacquet ·
den Bakker ·
Beppu ·
Curvers ·
Deroo ·
Doi ·
Goesinnen ·
Hatanaka ·
Hirose ·
Houanard ·
van Hummel ·
Hupond ·
Iino ·
Ji · 
Jin ·
Kano ·
Lhotellerie ·
Nodera ·
Rooijakkers ·
Siedler ·
Suzuki ·
Timmer ·
Veelers · 
Wagner ·
Chaigneau (stagiair) · 
De Backer (stagiair) 
van Amerongen ·
Božič ·
Carrara · 
Cooke · 
De Vocht · 
Gołaś (vanaf 01/08) · 
van Groen ·
Honig ·
Hoogerland ·
Lagoetin ·
Leukemans ·
Lhotellerie (tot 01/07) · 
Löwik ·
Marcato ·
Mol ·
Mortensen · 
Mouris ·
Poels ·
Pronk ·
Traksel · 
Veuchelen · 
Vierhouten ·
Westra ·
Berkhout (stagiair) ·
van Leijen (stagiair) · 
Ruijgh (stagiair) 
Carton · François · Goovaerts · Haynes · Lhotellerie · Normand · Pardini · Provost · Suarez · Vanbecelaere · Van Caldenborgh · Van den Houte · Van Holderbeke · Vandaele · Vangheel · Vercruyce · Rigaux (stagiair)
De Laeter · Flahaut · V.Fobert · François · Jodts · Kremer · Lhotellerie · Mowatt · Schittecatte · Takenouchi · Tanis · Van Dorsselaer · Van De Kerkhove · Vanden Heede · Vercruyce · A.Fobert (stagiair) · Koishi (stagiair)